# Klin
Klin (rusky Клин) je ruské město ležící v Moskevské oblasti na řece Sestře. Žije v něm okolo osmdesáti tisíc obyvatel. Je to klíčový dopravní uzel na dálnici spojující Moskvu a Petrohrad i na 650 kilometrů dlouhé trati spojující obě města. Velký význam má také místní vojenské letiště.

## Historie

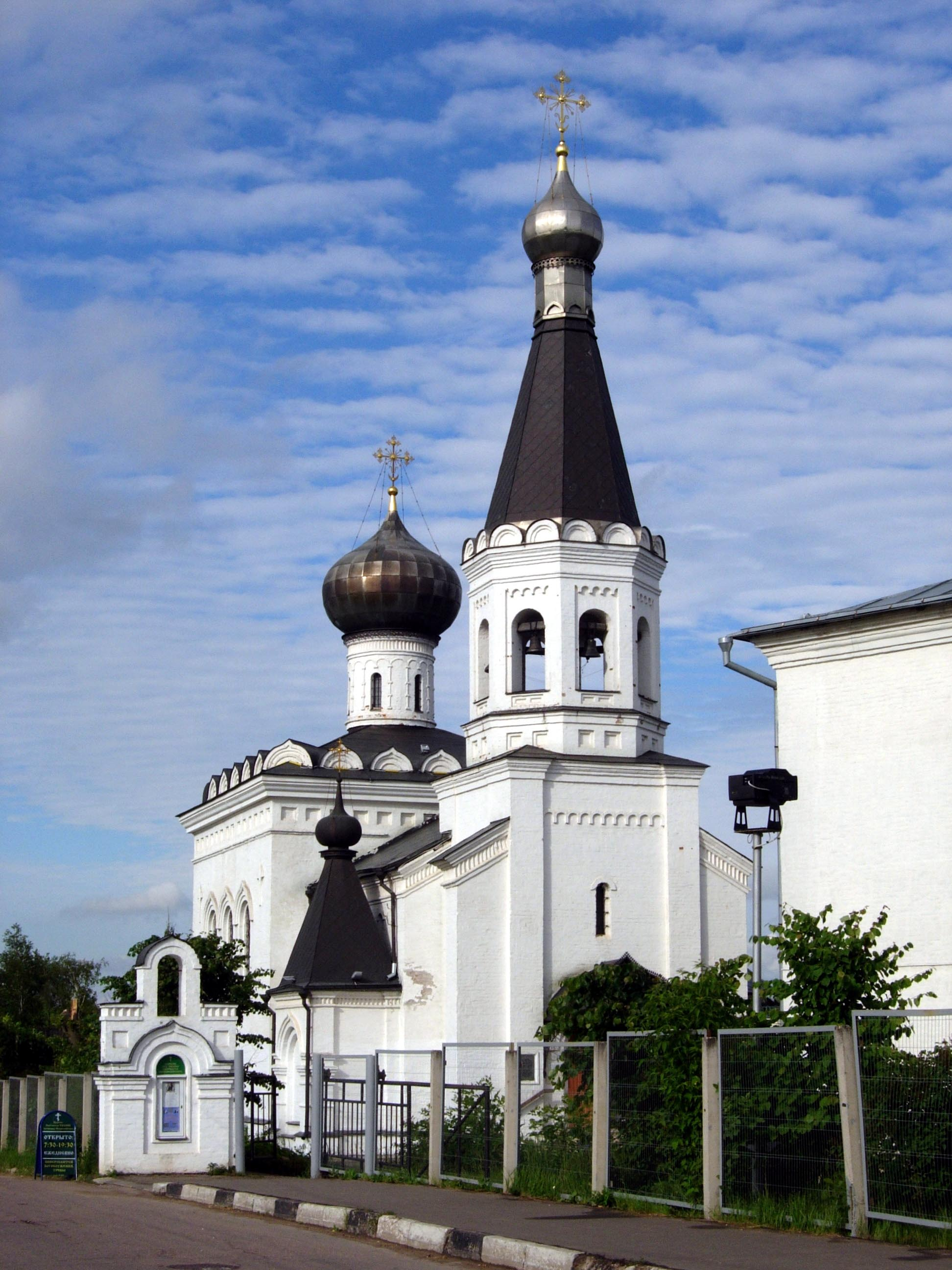
Chrám svatého Tichona

První písemná zmínka o této osadě pochází z roku 1317. Strategický význam Klinu vzrostl poté, co se stal Petrohrad hlavním městem říše; cestující zde měnili koně a měšťané bohatli z obchodu. V roce 1781 byl Klin povýšen na město. V roce 1851 se stal zastávkou na první ruské železnici. V letech 1885-1893 zde žil Petr Iljič Čajkovskij, v jeho domě je nyní muzeum. Od 15. listopadu do 13. prosince 1941 byl Klin okupován německou armádou a silně poničen.

## Současnost
V současnosti je město střediskem sklářského průmyslu, nachází se zde také velký pivovar. Důležité jsou sakrální památky: chrámy Uspenský, Troický, sv. Tichona a Radosti všech truchlících, při kterém byla zřízena církevní škola. Dalšími turistickými atrakcemi jsou bývalý poštovní dvůr, muzeum dřevěných hraček a krytá tržnice z roku 1888. Ve městě sídlí hokejový klub HK Titan Klin, hrající druhou nejvyšší soutěž v zemi.

## Zajímavosti
Jezdec v městském znaku připomíná zdejší poštovní stanici.

## Partnerská města
- Lappeenranta, Finsko
- Orly, Francie
- Mej-šan, Čína
- Krychaw, Bělorusko
- Byerazino, Bělorusko

## Osobnosti spojené s městem
- Petr Iljič Čajkovskij
- Dmitrij Ivanovič Mendělejev
- Alexandr Blok
- Arkadij Gajdar, který v Klinu napsal knihu Timur a jeho parta
- Jevgenij Leonov, komik, známý jako představitel Medvídka Pú